# Cooper Motor Bodies
Cooper Motor Bodies war ein britisches Karosseriebauunternehmen, das von den 1920er- bis in die 1960er-Jahre in London tätig war. In der Vorkriegszeit komplettierte Cooper ganze Autos, nach dem Krieg beschäftigte sich das Unternehmen vor allem mit dem Umbau von Serienfahrzeugen.

## Unternehmensgeschichte
Cooper unterhielt anfänglich Werksanlagen im Londoner Stadtteil Shepherd’s Bush. 1931 verlagerte das Unternehmen seinen Sitz in den südlich der Themse gelegenen Stadtteil Putney. Dort war es noch in den späten 1950er-Jahren ansässig.
Vor dem Zweiten Weltkrieg fertigte Cooper schwerpunktmäßig Aufbauten für Nutz- und Bestattungsfahrzeuge. Ein zweites Standbein war der Karosseriebau für Personenwagen, wobei Cooper ausnahmslos die Produkte anderer Hersteller verarbeitete.
In der Vorkriegszeit wurden Fahrgestelle und Karosserien üblicherweise separat hergestellt; die Chassis konnten dann mit Aufbauten verschiedener Karosseriebauunternehmen versehen werden. Während die britischen Serienhersteller zumeist standardisierte Karosserien von Zulieferern oder angeschlossenen Werken wie Briggs, Carbodies oder Pressed Steel im Programm hatten, wurden Oberklassefahrzeuge oft mit individuellen Sonderkarosserien spezialisierter Handwerksbetriebe versehen, deren Form auf die Wünsche des jeweiligen Kunden abgestimmt war. Vielfach wurden ältere Chassis nach einigen Jahren auch mit moderneren Karosserien neu eingekleidet. In Großbritannien gab es einige Werke, die sich auf diese Überarbeitungen spezialisiert hatten. Zu ihnen gehörten unter anderem Coachcraft und die Southern Motor Company, die preiswerte Möglichkeiten anboten.
In diesem Segment war auch Cooper tätig. Anders als Coachcraft und Southern entwarf und baute Cooper aber selbst keine Karosserien. Das Unternehmen machte sich vielmehr die Überproduktion etablierter britischer Karosseriehersteller zunutze. Cooper kaufte bei Werken wie Freestone & Webb, Hooper oder Park Ward zu sehr niedrigen Preisen fertige Aufbauten auf, die aus unterschiedlichen Gründen keinen Abnehmer gefunden hatten, und montierte sie nach Kundenwunsch auf beliebige Chassis. Coopers Leistung beschränkte sich dabei neben der Montage regelmäßig auf die Arbeiten, die zur Anpassung an das jeweilige Chassis nötig waren. Daraus ergaben sich außergewöhnliche Kombinationen. So wurden unter anderem mehrere Karosserien des Austin 20 auf Rolls-Royce-Chassis montiert, das Fahrgestell eines Bugatti T46 erhielt die Karosserie einer Sunbeam-Limousine, und ein 1924 gebautes Chassis eines Hispano-Suiza H6C versah nachträglich Cooper mit einer 1928 entstandenen Karosserie von Freestone & Webb, die ursprünglich für Mercedes gebaut worden war. In diesem Segment arbeitete Cooper bis in die frühe Nachkriegszeit.
In den 1950er-Jahren fertigte Cooper sogenannte Sleeping Conversions auf der Grundlage britischer Serienlimousinen. Bei ihnen wurden die Vorder- und die Rücksitze so umgebaut, dass sie umgelegt werden konnten und eine zusammenhängende Liegefläche ergaben. Die Sleeping Conversions waren für Fahrzeuge wie den Hillman Minx, den Standard Vanguard und die obere Mittelklasse von Vauxhall erhältlich. Die Preise für den Umbau begannen 1960 bei 37,50 £.
Seit Mitte der 1960er-Jahre ist keine Aktivität des Unternehmens mehr belegt.